# Real Communist Party of India
Real Communist Party of India (alt. Realist Communist Party of India) var ett politiskt parti i Indien som existerade kring 1991. Troligtvis var det en utbrytning ur Revolutionary Communist Party of India.
Partiet ställde upp i delstatsvalen i Västbengalen och Assam 1991. I valkretsen Santipur, Västbengalen fick partiets kandidat Asim Ghosh 54 666 röster (42,79%), men besegrades av Kongresspartiets Ajoy Dey. Ghosh var uppbackad av Left Front. I Assam fick partiets kandidat Hali Rabha 488 (0,73%) i valkretsen Chaygaon och i Jonay fick Ayodhya Kumar Pegu 564 röster (0,72%). Vad som senare hände med partiet är oklart, men troligt är att det återförenades med Revolutionary Communist Party of India (Asim Ghosh representerade Revolutionary Communist Party of India i Santipur i valet 2001).